# 五戸町立五戸小学校
五戸町立五戸小学校（ごのへちょうりつ ごのへしょうがっこう）は、青森県三戸郡五戸町字天満後にある公立小学校。

## 沿革
- 1873年（明治6年）7月31日 - 五戸村の寺院を借用し、第七大学区第一七中学区二番小学として発足。
- 1874年（明治7年） - 五戸小学と改称。
- 1876年（明治9年） - 旧代官所の茅屋に移転。
- 1881年（明治14年） - 越掛沢分教場設置。
- 1886年（明治19年） - 五戸尋常小学校と改称。同年、越掛沢分校が昇格独立し、越掛沢簡易小学校となる。
- 1892年（明治25年） - 高等小学校を併置し、五戸尋常高等小学校と改称。同年、越掛沢簡易小学校を併合、越掛沢分校設置。
- 1894年（明治27年）4月5日 - 新校舎落成移転。
- 1897年（明治30年）4月 - 越掛沢分教場は、蛯川尋常小学校に併合。
- 1904年（明治37年）12月5日 - 下沢向に校舎1棟新築し、高等小学校移転。
- 1908年（明治41年）4月15日 - 館に五戸女子尋常高等小学校設置し、女子を分量。男子も、尋常3学年まで、女子校に委託。
- 1910年（明治43年）6月11日 - 女子校へ委託の児童を収容。
- 1919年（大正8年）6月 - 女子補習学校併設。
- 1922年（大正11年）
  - 4月 - 五戸女子尋常高等小学校と蛯川尋常小学校を併合、蛯川分教場設置。
  - 7月3日 - 五戸女子実業補習学校が、五戸裁縫女学校と改称。
- 1925年（大正14年）12月23日 - 天満宮に新校舎落成。
- 1927年（昭和2年）12月23日 - 校章制定。
- 1928年（昭和3年）4月1日 - 蛯川分教場が昇格独立し、蛯川尋常小学校となる。同日、五戸裁縫女学校が、五戸町立実業公民学校と改称。
- 1935年（昭和10年）9月7日 - 五戸町立実業公民学校が、公立青年学校五戸実業公民学校と改称。
- 1937年（昭和12年）4月1日 - 公立青年学校五戸実業公民学校が、公立青年学校五戸女子実業公民学校と改称。
- 1941年（昭和16年）
  - 2月 - 校歌制定、校旗樹立。
  - 4月1日 - 国民学校令により、五戸国民学校と改称。
- 1942年（昭和17年）4月1日 - 公立青年学校五戸女子実業公民学校が、五戸実科高等女学校と改称。
- 1943年（昭和18年）4月1日 - 五戸実科高等女学校が、五戸高等女学院と改称。
- 1947年（昭和22年）4月1日 - 学制改革（六・三制施行）により、五戸町立五戸小学校と改称。同日、五戸中学校を併置し、高等科生を中学校に移籍。五戸高等女学校を分離移転。
- 1950年（昭和25年）5月7日 - 五戸中学校独立校舎が落成し、移転。
- 1957年（昭和32年）3月 - 新校歌制定。
- 2013年（平成25年） - 現校舎完成[2]。
- 2014年（平成26年）4月1日 - 蛯川小学校と豊間内小学校、南小学校を統合。

## 学区
- こちらのサイトを参照

## 周辺
- 青森県道113号五戸六戸線
- 三戸郡地域生活支援センター
- 五戸川
- 田嶋歯科
- ホームセンターかんぶん五戸店
- 社会福祉法人抱茗会めぐみ保育園 - 進学前保育園のひとつ
- 五戸郵便局

## アクセス
- 南部バス・五戸町コミュニティバス「下大町」バス停下車後、徒歩約175m・約数分。

## 参考資料
- 『青森県教育史 別巻』（青森県教育委員会・1973年12月20日発行）「学校沿革 小学校」848頁「五戸小学校」（1957年の記載分まで）